# 三宅宗源
三宅 宗源（みやけ そうげん、1958年12月1日 - ）は、台湾（中華民国）嘉義市出身の元プロ野球選手。左投げ左打ち。帰化以前の名は「李 宗源」。

## 経歴・人物
ロッテオリオンズのスカウトだった三宅宅三によって、台湾球界きっての左の速球投手として見出され、1980年にロッテの練習生となった。
当時のチームではレロン・リーとレオン・リー（リー兄弟）が実力をいかんなく発揮していたので、外国人枠の関係で1981年7月7日に三宅と養子縁組をする形で日本に帰化し、正式にオリオンズの選手となった。
スリークォーターの柔らかいフォームから投げ込むストレートが武器で、変化球としては、横に流れるカーブ、シュートを持っていた。しかし、球威と反比例してコントロールはあまりよくなく、このこともあって目立った成績を残すことはできなかった。
1984年、山本功児とのトレードで読売ジャイアンツに移籍。しかし、こちらでは公式戦登板の機会がないまま1985年オフに引退した。
引退後は肝油ドロップで知られる河合製薬の営業職となり、台湾においてドロップの販売拡大に貢献している。

## 詳細情報

### 年度別投手成績
| 年 度    | 球 団    | 登 板 | 先 発 | 完 投 | 完 封 | 無 四 球 | 勝 利 | 敗 戦 | セ 丨 ブ | ホ 丨 ル ド | 勝 率 | 打 者 | 投 球 回 | 被 安 打 | 被 本 塁 打 | 与 四 球 | 敬 遠 | 与 死 球 | 奪 三 振 | 暴 投 | ボ 丨 ク | 失 点 | 自 責 点 | 防 御 率 | W H I P |
| -------- | -------- | ----- | ----- | ----- | ----- | -------- | ----- | ----- | -------- | ----------- | ----- | ----- | -------- | -------- | ----------- | -------- | ----- | -------- | -------- | ----- | -------- | ----- | -------- | -------- | ------- |
| 1981     | ロッテ   | 17    | 3     | 0     | 0     | 0        | 1     | 1     | 1        | --          | .500  | 146   | 32.2     | 23       | 2           | 34       | 0     | 0        | 21       | 1     | 1        | 17    | 16       | 4.36     | 1.74    |
| 1982     | ロッテ   | 23    | 15    | 3     | 0     | 0        | 4     | 11    | 0        | --          | .267  | 481   | 101.1    | 90       | 8           | 88       | 2     | 9        | 79       | 3     | 0        | 69    | 59       | 5.26     | 1.76    |
| 1983     | ロッテ   | 14    | 5     | 0     | 0     | 0        | 0     | 4     | 0        | --          | .000  | 167   | 32.0     | 38       | 4           | 36       | 0     | 2        | 27       | 2     | 0        | 33    | 32       | 9.00     | 2.31    |
| 通算:3年 | 通算:3年 | 54    | 23    | 3     | 0     | 0        | 5     | 16    | 1        | --          | .238  | 794   | 166.0    | 151      | 14          | 158      | 2     | 11       | 127      | 6     | 1        | 119   | 107      | 5.80     | 1.86    |

- 各年度の太字はリーグ最高

### 記録
- 初登板：1981年7月16日、対西武ライオンズ後期2回戦（平和台球場）、6回表から2番手で救援登板、2回3失点
- 初先発登板：1981年8月16日、対阪急ブレーブス後期8回戦（札幌市円山球場）、4回2/3を4失点（自責点3）で敗戦投手
- 初セーブ：1981年8月25日、対南海ホークス後期8回戦（大阪球場）、10回裏無死から3番手で救援登板・完了、1回無失点
- 初勝利：1981年9月26日、対日本ハムファイターズ後期13回戦（川崎球場）、8回表1死から2番手で救援登板・完了、1回2/3無失点
- 初先発勝利：1982年4月18日、対阪急ブレーブス前期3回戦（川崎球場）、7回2失点
- 初完投：1982年4月25日、対近鉄バファローズ前期6回戦（宮城球場）、9回2失点で敗戦投手
- 初完投勝利：1982年8月14日、対南海ホークス後期7回戦（大阪球場）、9回2失点

### 背番号
- 27 （1980年 - 1983年）
- 10 （1984年 - 1985年）